# Форно ди Коаце (Торино)
Форно ди Коаце је насеље у Италији у округу Торино, региону Пијемонт.
Према процени из 2011. у насељу је живело 52 становника. Насеље се налази на надморској висини од 950 м.